# Lutterothstraße (métro de Hambourg)
Lutterothstraße (en allemand : U-Bahnhof Lutterothstraße) est une station de la ligne U2 du métro de Hambourg. Elle se situe dans le quartier d'Eimsbüttel, dans l'arrondissement d'Eimsbüttel.

## Situation sur le réseau

Plans des lignes
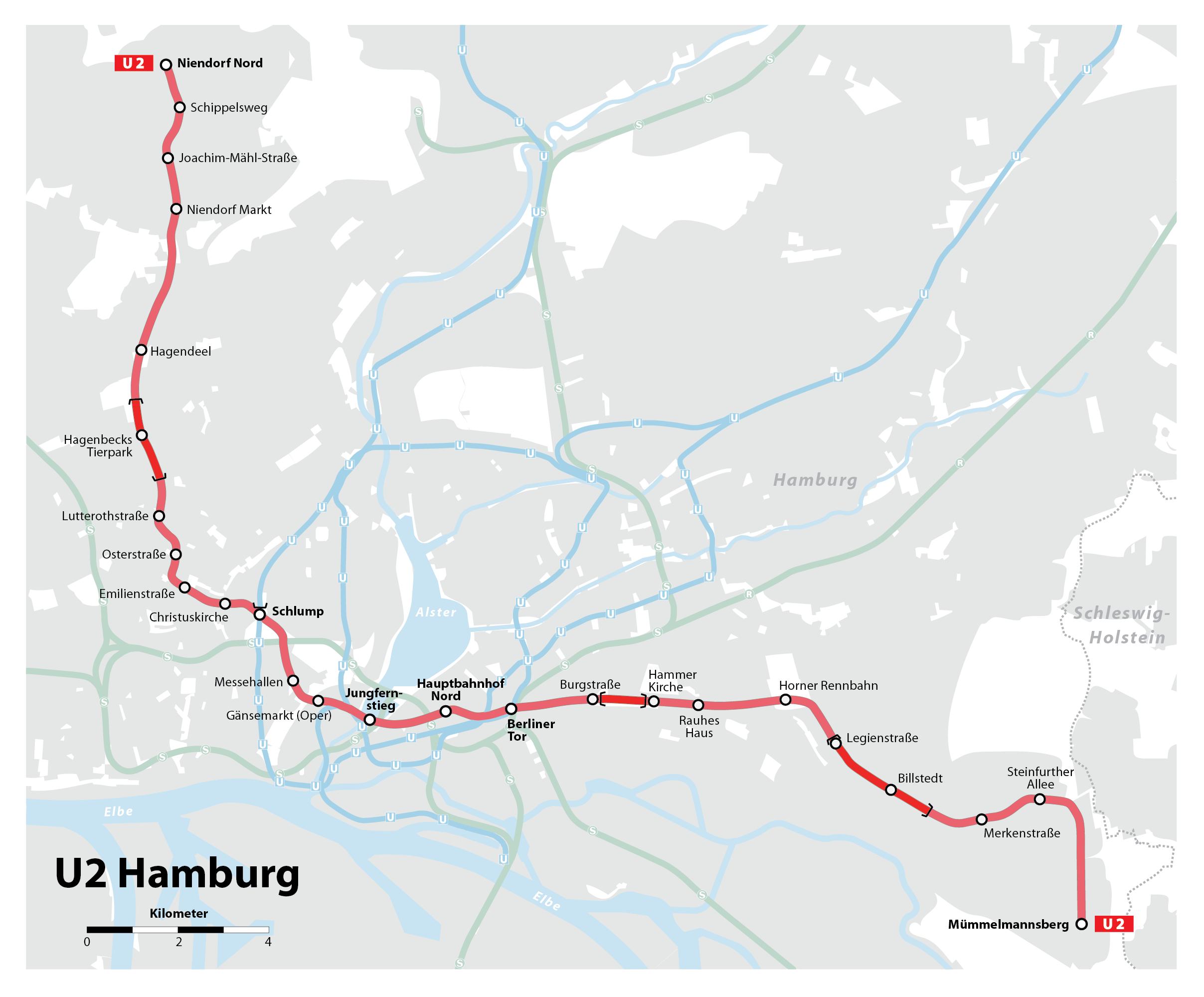
Ligne U2.

## Histoire
La station de métro Lutterothstraße est créée avec l'extension de la branche du métro d'Eimsbüttel vers Lokstedt. Cet itinéraire se termine à l'arrêt Hellkamp, qui se trouve à seulement 300 mètres environ de l'actuelle station de métro Lutterothstraße. La distance entre les deux gares étant trop courte, la station Hellkamp est abandonnée en 1964. Cela est suivi par le démantèlement de la station et le raccordement de la ligne existante avec le tracé prolongé du métro, qui comprend également la nouvelle station Lutterothstraße. Les opérations reprennent en mars 1965.

## Services aux voyageurs

### Accès et accueil
La station Lutterothstraße se situe dans un endroit bas en dessous de la Methfesselstraße, approximativement entre les intersections avec l'Eidelstedter Weg au nord et la Lutterothstraße éponyme à l'extrémité sud. La station de métro se trouve directement à la frontière entre les quartiers d'Eimsbüttel et de Stellingen. Elle possède une plate-forme centrale d'environ 120 m de long, reliée à la surface par des escaliers aux deux extrémités. À l'extrémité nord, celles-ci mènent à un petit hall d'accès sur la Hagenbeckstraße.
À l'extrémité sud, un escalier mène à l'Else-Rauch-Platz. De ce côté du quai se trouve également un tunnel piétonnier d'environ 100 m de long, situé entre les deux voies directionnelles du métro. Cela mène à une autre sortie sur Stellinger Weg.
Il s'agit également d'une voie de transport importante pour la Lenzsiedlung voisine.

### Intermodalité
Il n'y a pas de connexion avec les autres moyens de transport public de Hambourg.